# 前岡勤也
前岡 勤也（まえおか きんや、1937年8月11日 - ）は三重県亀山市出身の元プロ野球選手。旧姓、旧登録名（1958年まで）は井崎勤也（いざき きんや）。

## 来歴
亀山中学在学中に、新宮高校野球部応援会幹部であった前岡武吉のいわゆる野球養子になり、新宮高校に進学。亀山市出身の井崎は学区制の関係で新宮高校の受験はできないところ、亀山中学の鳥井校長と新宮高校の坪田校長が友人だったため、この進学が実現できたという。
新宮高校では、海草中学（現・和歌山県立向陽高等学校）で嶋清一と同期の甲子園優勝メンバーである古角俊郎監督の指導を受ける。古角は同じ左腕である前岡を「第二の嶋」とすることを目指して鍛え上げる。前岡は以下のような厳しい練習を課せられ、疲労と神経消耗のあまり頭髪が全部抜けてしまい、2年生時の1954年6月に阪大病院へ診察に行くほどであった。
- 1年間のうちの休日は元日の午前中のみ。
- 3時間の長距離走を行い、疲労で気絶するとバケツで水をかけられる。
- バックネットに体操用マットを吊して、右打者の外角低め部分に直径15cmの円を赤チョークで書き、投球練習時にこの赤印の中に3球連続で入らないと100m走らされる。

また、腰で制球力をつけさせるために、投球動作の前半を省略し、いきなり右足を踏み出した体制から投げる練習をさせられた。更に練習だけでなく、強豪高校との招待試合でもこの投法を強制させられたために、観客から非常にヤジられたという。
1954年夏の甲子園に出場し、準々決勝では北海高と延長17回の熱戦の末に完封勝利。準決勝ではこの大会に優勝した中京商の中山俊丈と投げ合うが2-4で惜敗。同年の北海道国体は準決勝で千葉商の林善輝（のち大映スターズ）と延長20回を投げ合い辛勝。決勝に進むが、高知商のエース片田謙二に抑えられ準優勝に終わる。1年上のチームメートに遊撃手の岡田守雄がいた。3年生となった1955年夏の甲子園では、1回戦で大会屈指の強打者と呼ばれた坂崎一彦を擁する浪華商を破り、準々決勝で中京商対戦する。打者一巡目までは無安打7三振と快調に飛ばすが、5回裏にバント攻撃を受ける。投球練習ばかりで守備練習を十分にやっていなかったために5点を失い、14三振を奪いながら0-6でまたもや敗退した。8月には坂崎らとともに全日本高校選抜チームの一員として初のハワイ遠征を果たす。同年の神奈川国体は準々決勝で、立命館高の富永格郎と投げ合うが0-2で惜敗。
この2年連続の活躍により、プロ野球球団の激しい争奪戦が起こる。その中で大阪タイガーススカウトの青木一三は、実家の井崎家に通い、養子縁組を解消させるという方法で契約にこぎ着けた。この経緯から、入団時に登録名を元の姓の井崎勤也とする。契約金は当時としては破格の800万円（一説では700万円）、月給は12万円であった。
しかし、1956年入団早々に肩を痛めてしまう。青木によると、キャンプ中の2月におこなわれた有料紅白戦に、親会社の希望を監督の藤村富美男が断れず、ムリに井崎を先発させたために肩に違和感が出てきたことが原因であるという。これが尾を引き、1年目は僅か5試合の登板で未勝利に終わる。1957年も未勝利に終わるなど井崎の育成に窮すると、阪神球団は高校時代の恩師である古角に井崎を預けた。1959年に登録名を前岡勤也に変更する。同年9月22日には大洋ホエールズを9回2安打1失点に抑え、プロ初勝利を完投で挙げた。これが最初で最後の勝利であった。
1960年オフに中日ドラゴンズに金銭トレードで移籍。しかし投手としては成績が残せず、1963年から外野手に転向。1964年には51試合に出場するが代走、守備固めとしての起用が多かった。阪神との最終戦では右翼手、一番打者として先発出場するが、同年オフに引退した。
引退に当たって、中日からは球団の課長職のポストが用意されたが、知り合いの医師から急に運動を止めると身体を壊すとのアドバイスを受け、中日シネラマ会館内のボウリング場に勤務。その後、丸紅飯田の代理店であるマルワの所長を務めるが、父親の病気により実家に戻り、1972年から四日市ガーデン（ボウリング場）の支配人となった。

## プレースタイル・人物
新宮高校では、ホップする速球を武器とする速球派左腕であった。その速球は、低めを突くと地面から砂塵が舞ったとの伝説が残るほどであった。また投球フォームは戦前の伝説的な投手・嶋清一を彷彿させる回転重視の特殊な投球フォームであった。プロ入り後は怪我に加えて、この特殊な投球フォームを各コーチが指導体系がバラバラのまま、それぞれが独自に矯正しようとしたため、最終的に投球フォームを崩してしまう結果となったといわれ、プロでは大成できなかった。

## 詳細情報

### 年度別投手成績
| 年 度     | 球 団     | 登 板 | 先 発 | 完 投 | 完 封 | 無 四 球 | 勝 利 | 敗 戦 | セ 丨 ブ | ホ 丨 ル ド | 勝 率 | 打 者 | 投 球 回 | 被 安 打 | 被 本 塁 打 | 与 四 球 | 敬 遠 | 与 死 球 | 奪 三 振 | 暴 投 | ボ 丨 ク | 失 点 | 自 責 点 | 防 御 率 | W H I P |
| --------- | --------- | ----- | ----- | ----- | ----- | -------- | ----- | ----- | -------- | ----------- | ----- | ----- | -------- | -------- | ----------- | -------- | ----- | -------- | -------- | ----- | -------- | ----- | -------- | -------- | ------- |
| 1956      | 阪神      | 5     | 2     | 0     | 0     | 0        | 0     | 1     | --       | --          | .000  | 77    | 19.0     | 13       | 1           | 12       | 0     | 0        | 5        | 0     | 0        | 6     | 5        | 2.37     | 1.32    |
| 1957      | 阪神      | 14    | 3     | 0     | 0     | 0        | 0     | 1     | --       | --          | .000  | 150   | 35.2     | 25       | 5           | 21       | 0     | 0        | 23       | 2     | 0        | 18    | 18       | 4.50     | 1.29    |
| 1959      | 阪神      | 9     | 3     | 1     | 0     | 0        | 1     | 1     | --       | --          | .500  | 115   | 28.0     | 26       | 5           | 8        | 0     | 0        | 19       | 0     | 0        | 16    | 15       | 4.82     | 1.21    |
| 1960      | 阪神      | 6     | 1     | 0     | 0     | 0        | 0     | 1     | --       | --          | .000  | 42    | 8.2      | 13       | 1           | 6        | 0     | 0        | 6        | 0     | 0        | 6     | 6        | 6.00     | 2.19    |
| 1961      | 中日      | 8     | 0     | 0     | 0     | 0        | 0     | 0     | --       | --          | ----  | 68    | 16.2     | 10       | 2           | 8        | 0     | 0        | 8        | 0     | 0        | 10    | 6        | 3.18     | 1.08    |
| 通算：5年 | 通算：5年 | 42    | 9     | 1     | 0     | 0        | 1     | 4     | --       | --          | .200  | 452   | 108.0    | 87       | 14          | 55       | 0     | 0        | 61       | 2     | 0        | 56    | 50       | 4.17     | 1.31    |

### 年度別打撃成績
| 年 度     | 球 団     | 試 合 | 打 席 | 打 数 | 得 点 | 安 打 | 二 塁 打 | 三 塁 打 | 本 塁 打 | 塁 打 | 打 点 | 盗 塁 | 盗 塁 死 | 犠 打 | 犠 飛 | 四 球 | 敬 遠 | 死 球 | 三 振 | 併 殺 打 | 打 率 | 出 塁 率 | 長 打 率 | O P S |
| --------- | --------- | ----- | ----- | ----- | ----- | ----- | -------- | -------- | -------- | ----- | ----- | ----- | -------- | ----- | ----- | ----- | ----- | ----- | ----- | -------- | ----- | -------- | -------- | ----- |
| 1956      | 阪神      | 6     | 4     | 4     | 0     | 0     | 0        | 0        | 0        | 0     | 0     | 0     | 0        | 0     | 0     | 0     | 0     | 0     | 2     | 0        | .000  | .000     | .000     | .000  |
| 1957      | 阪神      | 16    | 10    | 10    | 1     | 0     | 0        | 0        | 0        | 0     | 0     | 0     | 0        | 0     | 0     | 0     | 0     | 0     | 4     | 0        | .000  | .000     | .000     | .000  |
| 1959      | 阪神      | 10    | 10    | 9     | 1     | 1     | 0        | 0        | 0        | 1     | 0     | 0     | 0        | 0     | 0     | 1     | 0     | 0     | 3     | 0        | .111  | .200     | .111     | .311  |
| 1960      | 阪神      | 7     | 0     | 0     | 0     | 0     | 0        | 0        | 0        | 0     | 0     | 0     | 0        | 0     | 0     | 0     | 0     | 0     | 0     | 0        | ----  | ----     | ----     | ----  |
| 1961      | 中日      | 9     | 3     | 3     | 0     | 0     | 0        | 0        | 0        | 0     | 0     | 0     | 0        | 0     | 0     | 0     | 0     | 0     | 1     | 0        | .000  | .000     | .000     | .000  |
| 1962      | 中日      | 12    | 2     | 2     | 0     | 0     | 0        | 0        | 0        | 0     | 0     | 0     | 0        | 0     | 0     | 0     | 0     | 0     | 0     | 0        | .000  | .000     | .000     | .000  |
| 1963      | 中日      | 16    | 1     | 1     | 1     | 0     | 0        | 0        | 0        | 0     | 0     | 0     | 2        | 0     | 0     | 0     | 0     | 0     | 1     | 0        | .000  | .000     | .000     | .000  |
| 1964      | 中日      | 51    | 12    | 11    | 9     | 3     | 0        | 0        | 0        | 3     | 1     | 8     | 4        | 0     | 0     | 1     | 0     | 0     | 1     | 0        | .273  | .333     | .273     | .606  |
| 通算：8年 | 通算：8年 | 127   | 42    | 40    | 12    | 4     | 0        | 0        | 0        | 4     | 1     | 8     | 6        | 0     | 0     | 2     | 0     | 0     | 12    | 0        | .100  | .143     | .100     | .243  |

### 背番号
- 18（1956年 - 1958年）
- 48（1959年 - 1964年）

### 登録名
- 井崎 勤也 （いざき きんや、1956年 - 1958年）
- 前岡 勤也 （まえおか きんや、1959年 - 1964年）